# Lorentzimys nouhuysi
Lorentzimys nouhuysi es una especie de roedor de la familia Muridae.

## Distribución geográfica
Se encuentra en Nueva Guinea.